# Short track na Zimowych Igrzyskach Olimpijskich 2018 – 500 m mężczyzn
Bieg na 500 m mężczyzn rozgrywany w ramach short tracku na Zimowych Igrzyskach Olimpijskich 2018 odbył się w dniach 20 – 22 lutego w Gangneung Ice Arena w Gangneung.
Mistrzem olimpijskim został Chińczyk Wu Dajing, na kolejnych miejscach uplasowali się reprezentanci gospodarzy – Hwang Dae-heon i Lim Hyo-jun.
Jedyny startujący Polak – Bartosz Konopko – odpadł w ćwierćfinale i został sklasyfikowany na 17 miejscu.

## Terminarz
| Data      | Konkurencja  | Godzina rozpoczęcia | Godzina rozpoczęcia |
| Data      | Konkurencja  | UTC+09:00           | CET                 |
| --------- | ------------ | ------------------- | ------------------- |
| 20 lutego | Eliminacje   | 19:45               | 11:45               |
| 22 lutego | Ćwierćfinały | 19:00               | 11:00               |
| 22 lutego | Półfinały    | 19:42               | 11:42               |
| 22 lutego | Finał        | 20:13               | 12:13               |

## Wyniki

### Eliminacje
| Miejsce | Grupa | Zawodnik              | Reprezentacja                | Czas     | Uwagi |
| ------- | ----- | --------------------- | ---------------------------- | -------- | ----- |
| 1.      | 1     | Wu Dajing             | Chińska Republika Ludowa     | 40,264   | Q     |
| 2.      | 1     | Bartosz Konopko       | Polska                       | 41,039   | Q     |
| 3.      | 1     | Andy Jung             | Australia                    | 1:03,137 |       |
| 4.      | 1     | Thibaut Fauconnet     | Francja                      | 1:04,756 |       |
| -       | 1     | Aaron Tran            | Stany Zjednoczone            |          | DSQ   |
| 1.      | 2     | Samuel Girard         | Kanada                       | 40,493   | Q     |
| 2.      | 2     | Roberts Zvejnieks     | Łotwa                        | 40,563   | Q     |
| 3.      | 2     | Yuri Confortola       | Włochy                       | 40,869   |       |
| 4.      | 2     | Władisław Bykanow     | Izrael                       | 47,177   |       |
| 1.      | 3     | Seo Yi-ra             | Korea Południowa             | 40,438   | Q     |
| 2.      | 3     | Dylan Hoogerwerf      | Holandia                     | 40,657   | Q     |
| 3.      | 3     | Sébastien Lepape      | Francja                      | 40,900   |       |
| 4.      | 3     | Viktor Knoch          | Węgry                        | 1:06,040 |       |
| 1.      | 4     | Lim Hyo-jun           | Korea Południowa             | 40,418   | Q     |
| 2.      | 4     | Daan Breeuwsma        | Holandia                     | 40,806   | Q     |
| 3.      | 4     | Denis Nikisza         | Kazachstan                   | 41,436   | ADV   |
| -       | 4     | Charles Hamelin       | Kanada                       |          | DSQ   |
| 1.      | 5     | Ren Ziwei             | Chińska Republika Ludowa     | 40,294   | Q     |
| 2.      | 5     | Aleksander Szulginow  | Olimpijscy sportowcy z Rosji | 40,585   | Q     |
| 3.      | 5     | Nurbergen Żumagazijew | Kazachstan                   | 40,748   | ADV   |
| -       | 5     | Sjinkie Knegt         | Holandia                     |          | DSQ   |
| 1.      | 6     | Shaoang Liu           | Węgry                        | 40,526   | Q     |
| 2.      | 6     | Ryosuke Sakazume      | Japonia                      | 40,658   | Q     |
| 3.      | 6     | Abzał Ażgalijew       | Kazachstan                   | 43,388   | ADV   |
| -       | 6     | Pawieł Sitnikow       | Olimpijscy sportowcy z Rosji |          | DSQ   |
| 1.      | 7     | Hwang Dae-heon        | Korea Południowa             | 40,758   | Q     |
| 2.      | 7     | Keita Watanabe        | Japonia                      | 41,678   | Q     |
| 3.      | 7     | Thomas Hong           | Stany Zjednoczone            | 43,096   |       |
| -       | 7     | Jong Kwang-bom        | Korea Północna               |          | DSQ   |
| 1.      | 8     | Shaolin Sándor Liu    | Węgry                        | 40,650   | Q     |
| 2.      | 8     | Han Tianyu            | Chińska Republika Ludowa     | 40,744   | Q     |
| 3.      | 8     | Siemion Jelistratow   | Olimpijscy sportowcy z Rosji | 40,829   |       |
| 4.      | 8     | John-Henry Krueger    | Stany Zjednoczone            | 41,008   |       |

### Ćwierćfinały
| Miejsce | Grupa | Zawodnik              | Reprezentacja                | Czas     | Uwagi |
| ------- | ----- | --------------------- | ---------------------------- | -------- | ----- |
| 1.      | 1     | Ren Ziwei             | Chińska Republika Ludowa     | 40,032   | Q     |
| 2.      | 1     | Shaolin Sándor Liu    | Węgry                        | 40,471   | Q     |
| 3.      | 1     | Denis Nikisha         | Kazachstan                   | 40,806   |       |
| 4.      | 1     | Aleksander Szulginow  | Olimpijscy sportowcy z Rosji | 54,498   |       |
| 5.      | 1     | Bartosz Konopko       | Polska                       | 1:10,996 |       |
| 1.      | 2     | Wu Dajing             | Chińska Republika Ludowa     | 39,800   | Q     |
| 2.      | 2     | Hwang Dae-heon        | Korea Południowa             | 40,861   | Q     |
| 3.      | 2     | Roberts Zvejnieks     | Łotwa                        | 40,904   |       |
| 4.      | 2     | Keita Watanabe        | Japonia                      | 41,354   |       |
| 5.      | 2     | Nurbergen Żumagazijew | Kazachstan                   | -        | DNF   |
| 1.      | 3     | Samuel Girard         | Kanada                       | 40,477   | Q     |
| 2.      | 3     | Ryosuke Sakazume      | Japonia                      | 40,563   | Q     |
| 3.      | 3     | Han Tianyu            | Chińska Republika Ludowa     | 1:14,891 |       |
| 4.      | 3     | Seo Yi-ra             | Korea Południowa             | 1:17,779 |       |
| 1.      | 4     | Lim Hyo-jun           | Korea Południowa             | 40,400   | Q     |
| 2.      | 4     | Daan Breeuwsma        | Holandia                     | 40,677   | Q     |
| 3.      | 4     | Dylan Hoogerwerf      | Holandia                     | 41,007   |       |
| 4.      | 4     | Abzał Ażgalijew       | Kazachstan                   | 41,616   | ADV   |
| -       | 4     | Shaoang Liu           | Węgry                        |          | DSQ   |

### Półfinały
- QA – awans do finału A
- QB – awans do finału B

| Miejsce | Grupa | Zawodnik           | Reprezentacja            | Czas   | Uwagi |
| ------- | ----- | ------------------ | ------------------------ | ------ | ----- |
| 1.      | 1     | Wu Dajing          | Chińska Republika Ludowa | 40,087 | QA    |
| 2.      | 1     | Samuel Girard      | Kanada                   | 40,185 | QA    |
| 3.      | 1     | Shaolin Sándor Liu | Węgry                    | 40,399 | QB    |
| 4.      | 1     | Daan Breeuwsma     | Holandia                 | 40,775 | QB    |
| 5.      | 1     | Abzał Ażgalijew    | Kazachstan               | 40,835 |       |
| 1.      | 2     | Hwang Dae-heon     | Korea Południowa         | 40,108 | QA    |
| 2.      | 2     | Lim Hyo-jun        | Korea Południowa         | 40,132 | QA    |
| 3.      | 2     | Ren Ziwei          | Chińska Republika Ludowa | 40,418 | QB    |
| 4.      | 2     | Ryosuke Sakazume   | Japonia                  | 40,434 | QB    |

### Finał

#### Finał B
| Miejsce | Zawodnik           | Reprezentacja | Czas   | Uwagi |
| ------- | ------------------ | ------------- | ------ | ----- |
| 1.      | Shaolin Sándor Liu | Węgry         | 40,651 |       |
| 2.      | Ren Ziwei          | Chiny         | 40,694 |       |
| 3.      | Daan Breeuwsma     | Holandia      | 40,835 |       |
| 4.      | Ryosuke Sakazume   | Japonia       | 40,985 |       |

#### Finał A
| Miejsce | Zawodnik       | Reprezentacja            | Czas   | Uwagi   |
| ------- | -------------- | ------------------------ | ------ | ------- |
| 1.      | Wu Dajing      | Chińska Republika Ludowa | 39,584 | OR · WR |
| 2.      | Hwang Dae-heon | Korea Południowa         | 39,854 |         |
| 3.      | Lim Hyo-jun    | Korea Południowa         | 39,919 |         |
| 4.      | Samuel Girard  | Kanada                   | 39,987 |         |